# Tumba station
Tumba är en station på Stockholms pendeltågsnät, Södertäljegrenen, belägen i centrum av tätorten Tumba 23,4 km från Stockholm C, mellan stationerna Tullinge och Rönninge. Stationen består av två plattformar med en biljetthall med entré från en gångbro och togs i bruk i sin nuvarande form år 1994. Antal påstigande en genomsnittlig vintervardag har beräknats till 7 500. 

## Historik
Stationen öppnades ursprungligen år 1860, när Västra stambanan invigdes. Ombyggnader skedde 1903 i samband med dubbelspårsutbyggnad samt 1930 och 1968. Den största förändringen skedde på 1990-talet, när det gamla stationshuset Stinsen revs 1993 och den nuvarande anläggningen byggdes. Här finns också ett depåspår för uppställning av pendeltågssätt.

## Galleri

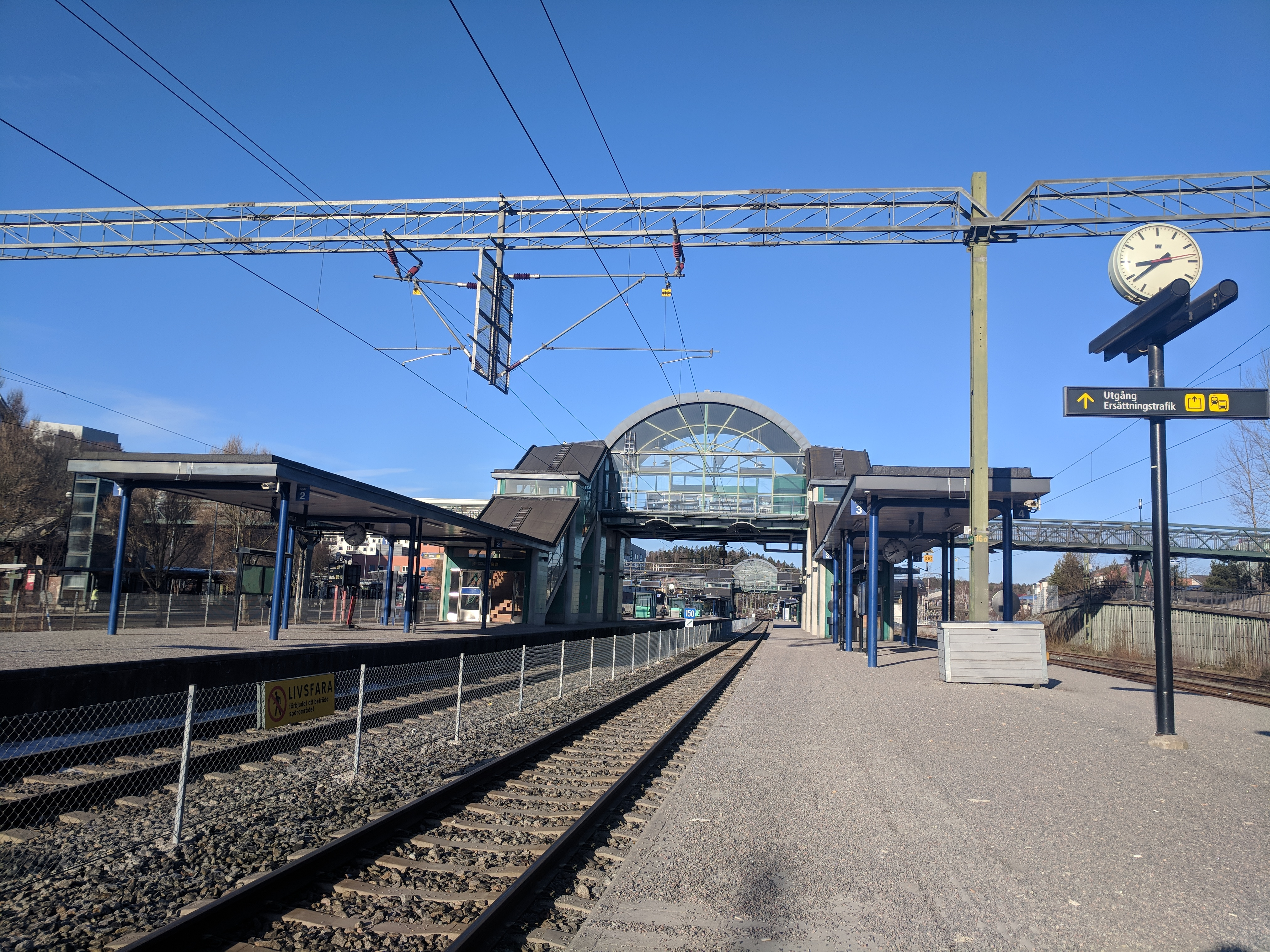
Stationen
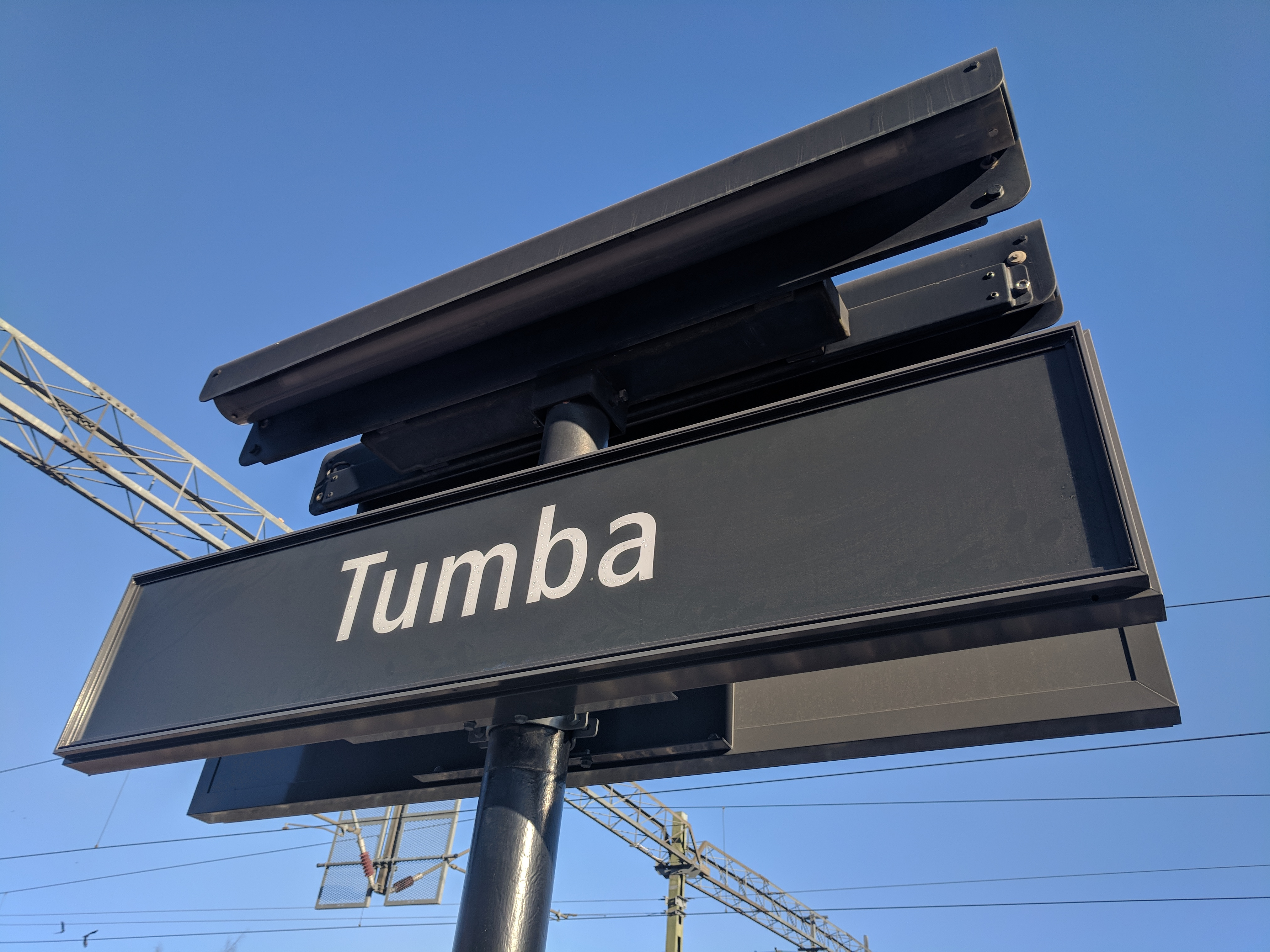
Stationsskylt
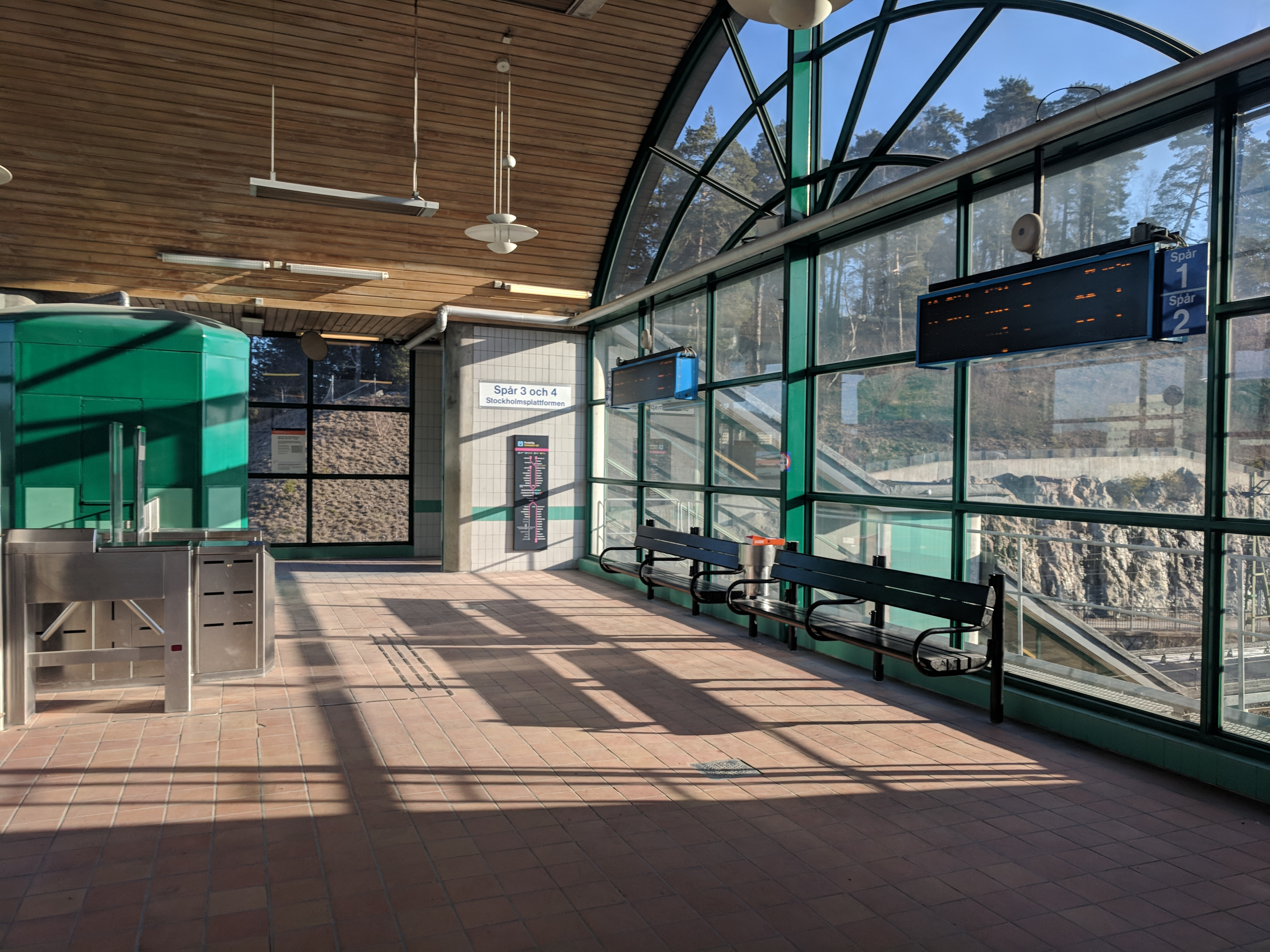
Vänthallen
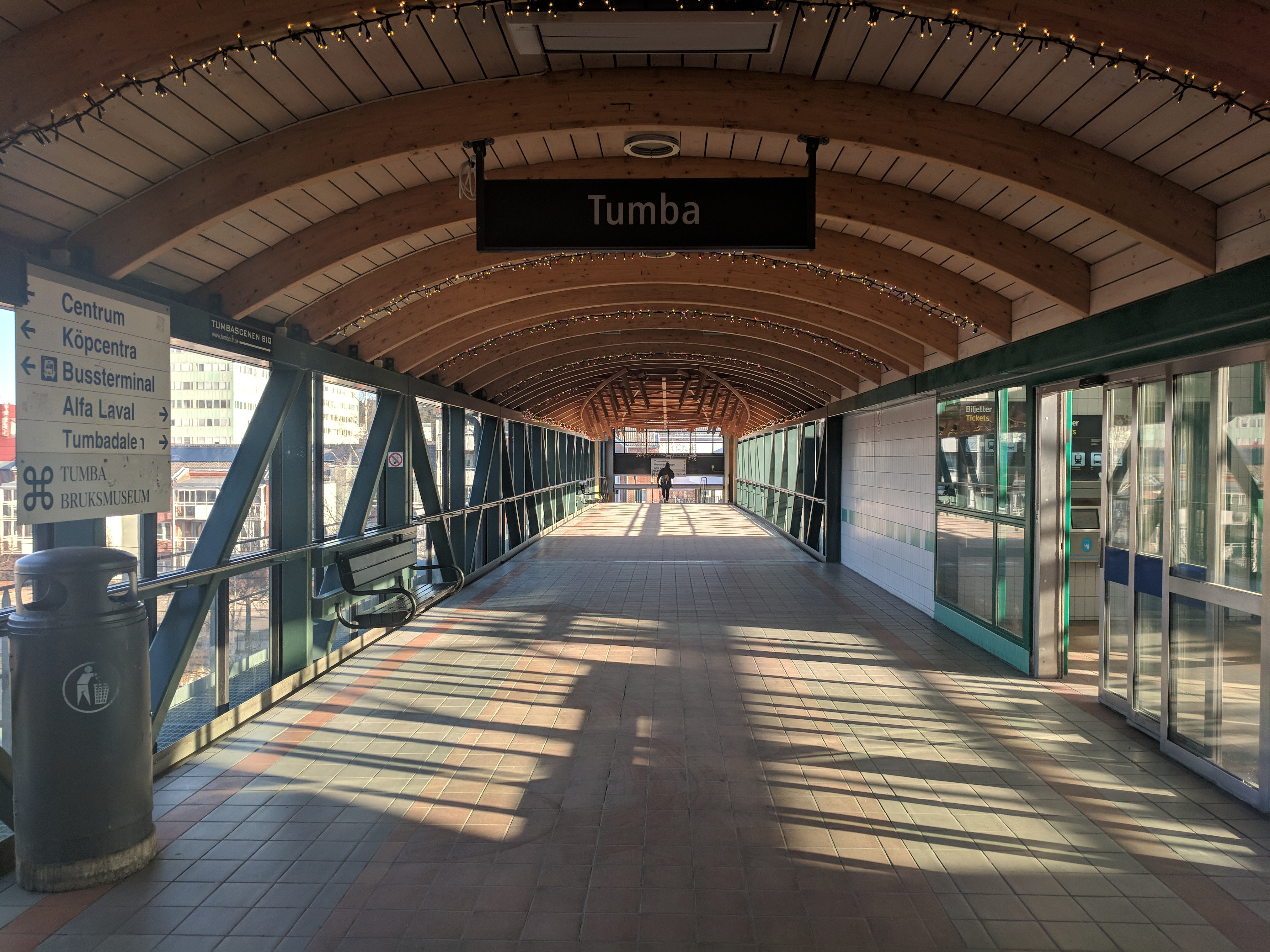
Gångtunnel till stationen